# Diprotodontidae
Los diprotodóntidos (Diprotodontidae, del griego clásico δι- (di-), "dos", πρῶτος (prôtos), "primero", y ὀδούς (odoús), "diente") es una familia extinguida de grandes marsupiales de movimiento activo, endémicos de lo que actualmente es Australia, que vivieron desde el período Oligoceno hasta finales del Pleistoceno (28.4 millones de años—11,000 años, existiendo durante unos 28 millones de años, en los que fueron los principales grandes mamíferos herbívoros de Australasia. Estaban emparentados con otros grupos del orden Diprotodontia, como los canguros, petauros y especialmente con los wombats así como con familias hoy extintas como Palorchestidae y los depredadores Thylacoleonidae, con los que compartían la posesión de dos grandes incisivos en el frente de sus mandíbulas.

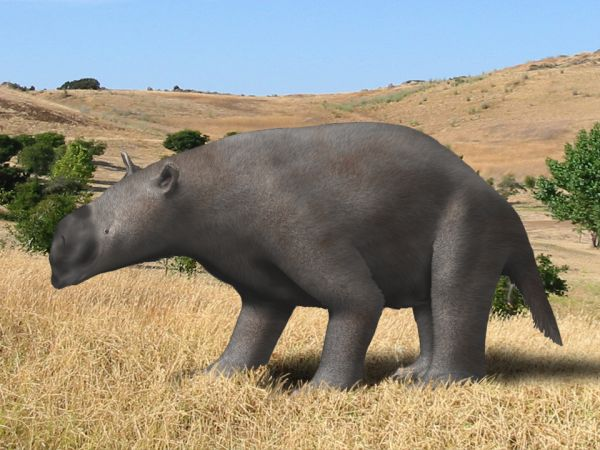
Pyramios
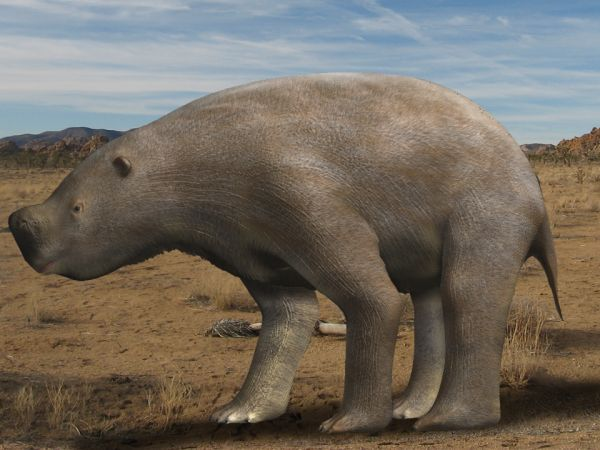
Nototherium

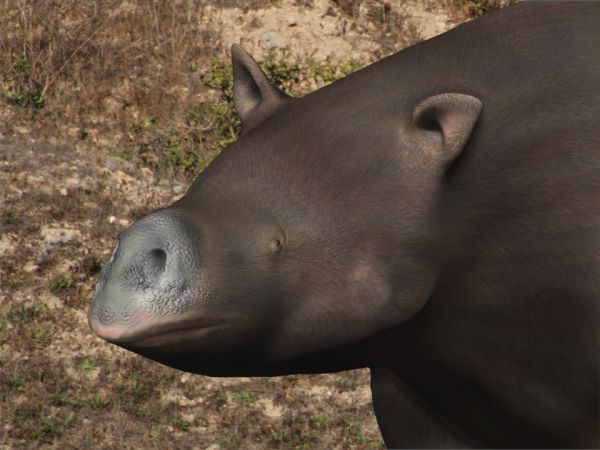
Euryzygoma
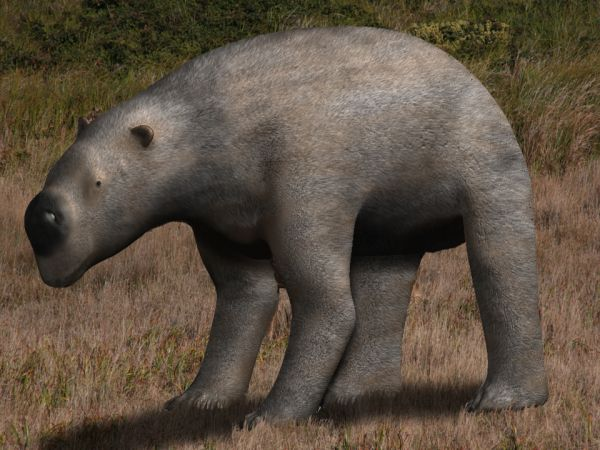
Diprotodon